# Carex minuticulmis
Espèce
Classification phylogénétique
Carex minuticulmis est une espèce des plantes du genre Carex et de la famille des Cyperaceae.